# Џинџер Блу (Мисури)
Џинџер Блу (енгл. Ginger Blue) град је у америчкој савезној држави Мисури.

## Демографија
По попису из 2010. године број становника је 61.
| Група             | 2000.    | 2010.      |
| Белци             | 0 (0,0%) | 54 (88,5%) |
| Афроамериканци    | 0 (0,0%) | 1 (1,6%)   |
| Азијати           | 0 (0,0%) | 0 (0,0%)   |
| Хиспаноамериканци | 0 (0,0%) | 4 (6,6%)   |
| Укупно            | 0        | 61         |